# King Crimson on Broadway
King Crimson on Broadway is het vijfde in een reeks livealbums van de Britse groep King Crimson. De opnamen vonden plaats in The Longacres Theatre in New York.

## Geschiedenis en bezetting
King Crimson experimenteert verder. Robert Fripp heeft nu alle organisatorische touwtjes in handen. Om een zo breed mogelijk spectrum van muziek te kunnen uitvoeren is er een aparte constructie ontdekt: het dubbeltrio:
- Robert Fripp-  gitaar en soundscapes
- Adrian Belew - gitaar en zang
- Trey Gunn - warrgitaar
- Tony Levin - basgitaren en stick
- Pat Mastelotto en Bill Bruford - drums en percussie

De percussieve elementen krijgen de overhand. Men speelt meer rock dan symfonisch rock, maar de typerende King Crimson-sound blijft overeind. Er is hierbij geen sprake meer van symfonische rock, een andere omschrijving voor de muziek van King Crimson is er op dat moment niet. Er worden veel 'frippertronics' toegepast; minimal music-loopjes en loopings op de gitaar. Er spelen twee basgitaren mee (Levin en Gunn).

## Composities
1. Cd 1
  1. Conundrum (drumsolo)
  2. Theta Hun Ginjeet
  3. Red
  4. Dinosaur
  5. VROOOM VROOOM
  6. Frane by frame
  7. Walking on air
  8. B'BOOM
  9. THRAK
  10. Neurotica
  11. Sex, sleep, eat, drink, dream
2. Cd 2
  1. People
  2. One time
  3. Indiscipline
  4. Improv: two sticks
  5. Elephant Tal
  6. Prism (drumsolo)
  7. Talking drum
  8. Larks' Tongue in Aspic (Part II)
  9. Three of a perfect pair
  10. VROOOM
  11. Coda: Marine 475
  12. Fearless and highly THRaKked

## Varia
- Het is eerste dubbelalbum in de reeks.
- Eigenlijk is er geen sprake van een dubbeltrio, maar van een dubbelkwartet: Fripp, Belew, Gunn en Mastelotto; en Fripp, Belew, Levin en Bruford.
- De combinatie hoofd- en kleine letters zijn geen typefouten.
- Alle nummers geschreven door King Crimson, teksten door Belew, behalve track Prism die is gecomponeerd door Pierre Favre, een slagwerker uit de stal van ECM Records, dat meestal garant staat voor rustige muziek en freejazz.
- De opnamen zijn van een niet aaneengesloten tournee als dubbeltrio, die gaat van Buenos Aires (Prix d'Ami) op 30 september 1994 tot aan Philadelphia (Mann Centre) op 26 augustus 1996.

Jaren 60: mei, juni 1969; Marquee Londen · 5 juli 1969; Hyde Park Londen · 21/22 november 1969; San Francisco
Jaren 70: 11 mei 1971; Plymouth · 10 augustus 1971; Marquee Londen · 16 oktober 1971; Brighton · 13 december 1971; Detroit · 26 februari 1972: Jacksonville · 27 februari 1972;Orlando · 12 maart 1972; Denver radio · 13 maart 1972; Denver live · 27 maart 1972; Boston · 13 oktober 1972; Frankfurt am Main · 17 oktober 1972; Bremen · 13 november 1972; Guildford · 15 november 1973; Zürich · 29 maart 1974; Heidelberg · 30 maart 1974; Mainz · 1 april 1974: Kassel · 24 juni 1974, Toronto· 1 juli 1974, New York
Jaren 80: 30 april 1981; Bath · 30 juli 1982; Philadelphia · 2 augustus 1982; New York · 13 augustus 1982; Berkeley · 25 augustus 1982; Cap D’Agde · 29 september 1982; München · 17-30 januari 1983; studiowerk · mei-november 1983
Jaren 90: VROOOM sessies;april/mei 1994; studio · 1 juli 1995; Wiltern · 20-25 november 1995; Broadway · 29 november 1995; Chicago · 26 augustus 1996; 2e maal Philadelphia · mei 1997; Nashville studio · 1-4 december 1997 (P1) · 4 juni 1998; Chicago (P2) · 1 juli 1998; Northampton (P2) · 1 november 1998; San Francisco (P4) · 25 maart 1999; Austin (P3)
Jaren vanaf 2000: 11 juni 2000; Warschau · 9/10 november 2001; Nashville live · 3 maart 2003: Alexandria (P3) · april 2003 · najaar 2003; Japan · 20 juni 2003; Milaan · 16 november 2003; New Haven ·  28 juni 2017; Chicago